# Leskovac (Knić)
Pour les articles homonymes, voir Leskovac (homonymie).
Leskovac (en serbe cyrillique : Лесковац) est un village de Serbie situé dans la municipalité de Knić, district de Šumadija. Au recensement de 2011, il comptait 255 habitants.

## Démographie
| 1948 | 1953 | 1961 | 1971 | 1981 | 1991 | 2002 | 2011 |
| ---- | ---- | ---- | ---- | ---- | ---- | ---- | ---- |
| 637  | 622  | 561  | 502  | 420  | 342  | 294  | 255  |

|  |